# Kurkisaari och Hietasaari
Kurkisaari och Hietasaari är en ö i sjön Kyrösjärvi och i kommunen Ikalis i landskapet Birkaland, i den sydvästra delen av Finland, 200 km nordväst om huvudstaden Helsingfors. Öns area är 31,9 hektar och dess största längd är 0,9 kilometer i sydöst-nordvästlig riktning.